# Hemiphracta
Hemiphracta là một chi bọ cánh cứng trong họ Chrysomelidae.
Chi này được miêu tả khoa học năm 1902 bởi Weise.

## Các loài
Các loài trong chi này gồm:
- Hemiphracta clavicornis (Karsch, 1881)
- Hemiphracta lurida (Allard, 1890)